# 南諾福克 (英國國會選區)
南諾福克（英語：South Norfolk），英國國會一郡選區，包括英格蘭東部諾福克郡南諾福克區大部。始設於1868年。至1885年應選兩席，此後應選一席。
本區自1885至1918年止支持自由黨，至1945年為保守黨和工黨爭持，此後為保守黨的根據地。在2010年大選中理查·培根以49.3%選票勝出該區第三次當選。